# N-Ацетилнейраминовая кислота
N-Ацетилнейраминовая кислота (сокр. НАНК, Neu5Ac) — органическое соединение, производное нейраминовой кислоты, входящее в состав гликокаликса. N-Ацетилнейраминовая кислота широко распространена в тканях животных и, в меньшей степени, других организмов: растений и грибов, дрожжей и бактерий, в основном в составе некоторых гликопротеинов и ганглиозиды и стенок бактериальных клеток. Остатки НАНК входят также в состав гликолипидов — ганглиозидов, важнейших компонентов мембран нейронов в головном мозге. Она связывает кальций макромолекул с клетками тканей. Представляет собой хорошо растворимое в воде кристаллическое вещество, белого цвета.
Относится к так называемым сиаловым кислотам. Термин «сиаловая кислота» (от др.-греч. σίαλον «слюна») впервые был введён шведским биохимиком Гуннаром Бликсом в 1952 году.

## Структура
Нумерация структуры сиаловой кислоты начинается с карбоксилат-углерода и продолжается по часовой стрелке, вокруг всей цепи. Конфигурация, в которой карбоксилат анион находится в осевом положении является α-аномером.
α-Аномер сиаловой кислоты входит в состав гликанов, однако, в основном в растворе сиаловая кислота находится в β-форме (что составляет более 90 %).

## Биосинтез
НАНК получается ферментативным путём в результате альдольной конденсации пировиноградной кислоты и N-ацетил-D-маннозамина. Фермент, в качестве субстрата использует производное маннозы, вставляя три атома углерода от молекулы пирувата в полученную структуру сиаловой кислоты. Альдолазы могут использоваться также для химико-ферментативного синтеза производных сиаловой кислоты.

## Функции
Метастатические клетки рака часто имеют высокую экспрессию сиаловой кислоты, которой богаты гликопротеины. Именно избыточная экспрессия сиаловой кислоты на поверхности создает отрицательный заряд, действующий на клеточные мембраны. Это создает отталкивание между здоровыми клетками (образуя, так называемые клетки оппозиции) и помогает метастазам на поздних стадиях рака попадать в кровеносные сосуды.
Большую роль НАНК играет в инфекционных процессах — она связывается с белками вирусов гриппа человека, что способствует быстрому проникновению через верхние дыхательные пути и распространению вируса по организму. Широко используемые лекарственные средства против гриппа (осельтамивир и занамивир) являются аналогами сиаловой кислоты, которые мешают высвобождением новых генерируемых вирусов из инфицированных клеток, путём ингибирования фермента вирусной нейраминидазы.
Регионы богатые сиаловой кислоты создают отрицательный заряд на поверхности клеток. Поскольку вода является полярной молекулой с частичным положительным зарядом на обоих атомах водорода, она притягивается к поверхности клеток и мембран. Это также способствует клеточному поглощению жидкости.
N-ацетилнейраминовая кислота — один из основных продуктов деградации нейрональных мембран. Участвует в механизмах ишемии мозга.